# Trophée Denis-Arsenault
Le trophée Denis-Arsenault est remis annuellement au conseiller pédagogique de l’année de la  Ligue de hockey junior Maritimes Québec (LHJMQ).

## Lauréats
Ci-dessous sont listés les vainqueurs du trophée depuis sa création, :
- 2010-2011 : Rodrigue Landry, Océanic de Rimouski
- 2011-2012 : Jean-Yves Tremblay, Remparts de Québec
- 2012-2013 : Diane Morin et Lyne Morin, Tigres de Victoriaville
- 2013-2014 : Gary MacLean, Screaming Eagles du Cap-Breton
- 2014-2015 : James Laviolette, Drakkar de Baie-Comeau
- 2015-2016 : Stéphane Lajoie, Cataractes de Shawinigan
- 2016-2017 : Clovis Langlois-Boucher, Phoenix de Sherbrooke
- 2017-2018 : Johanne Leblanc, Océanic de Rimouski
- 2018-2019 : Lucie Landry, Huskies de Rouyn-Noranda
- 2019-2020 : Allie MacDonald, Mooseheads d'Halifax
- 2020-2021 : Josée Frenette, Foreurs de Val-d'Or
- 2021-2022 : Julie Bélanger, Océanic de Rimouski
- 2022-2023 : Sarah Noseworthy, Wildcats de Moncton
- 2023-2024 : Isabelle Martin, Huskies de Rouyn-Noranda
- 2024-2025 : Tommy Brûlé-Tardif, Drakkar de Baie-Comeau